# Pío Pico
Pour les articles homonymes, voir Pico.
Pío de Jesus Pico (5 mai 1801 - 11 septembre 1894) est un Californio et le dernier gouverneur mexicain de la Haute-Californie.
Il est gouverneur en 1832, puis à nouveau de 1845 à 1846.
Il est né à la Mission San Gabriel Arcángel (à San Gabriel (Californie)). Ses parents sont José María Pico et María Eustaquia Gutierrez. Dans les années 1850, il est l'un des hommes les plus riches de Haute-Californie.
Le boulevard Pico (Pico boulevard) de Los Angeles est nommé ainsi en son honneur.